# Cellieu
Cellieu is een gemeente in het Franse departement Loire (regio Auvergne-Rhône-Alpes) en telt 1466 inwoners (1999). De plaats maakt deel uit van het arrondissement Saint-Étienne.

## Geografie
De oppervlakte van Cellieu bedraagt 12,2 km², de bevolkingsdichtheid is 120,2 inwoners per km².
De onderstaande kaart toont de ligging van Cellieu met de belangrijkste infrastructuur en aangrenzende gemeenten.

## Demografie
Onderstaande figuur toont het verloop van het inwonertal (bron: INSEE-tellingen).